# Tucunduva

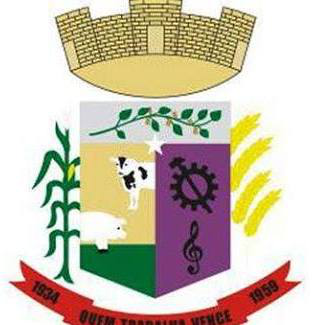
Escudo del municipio de Tucunduva.

Tucunduva es un municipio brasileño del estado de Rio Grande do Sul.
Se encuentra ubicado a una latitud de 27º39'25" Sur y una longitud de 54º26'25" Oeste, estando a una altitud de 223 metros sobre el nivel del mar. Su población estimada para el año 2004 era de 6.092 habitantes.
Ocupa una superficie de 175,96 km².
- Datos: Q1785493
- Multimedia: Tucunduva / Q1785493